# Plaza Bolívar de Yaritagua
Es una Plaza Bolívar ubicado en la ciudad de Yaritagua, Municipio Peña del Estado Yaracuy, entre las calles 19 y 20 y Carreras. por la parte sur de la plaza esta la alcaldía del municipio Peña y al lado este se encuentra la iglesia de Santa Lucía.
Esta plaza se originó entre los años de 1660 y 1670, e inicialmente se llamó Plaza Mayo para los lugareños; sin embargo, carecía de efigie que la simbolizara y le diera nombre. No fue hace que un señor llamado Eloy Polanco, jefe civil en 1889 quien decidió remodelarla construyéndole un enrejado a su alrededor, pero del mismo modo como en las otras ocasiones se quedara sin una estatua y nombre que la caracterizaba.
En 1930, las autoridades locales decidieron erigir el busto de El Libertador, entonces cambia el nombre de Plaza Mayor por el de Plaza Bolívar. Posteriormente, durante el mandato de la Sra. María Rojas De Pérez como Presidenta del Concejo Municipal, se decidió cambiarle el viejo piso de ladrillo por un piso de granito, que hasta hoy se ha conservado.
En 1983, las autoridades nacionales en acuerdo con las estadales cambian el busto por una estatua de Bolívar civil, construida en marmolina con la técnica del vaciado y pintada de negro, para mayor resalte y durabilidad, siendo esta la imagen que en la actualidad permanece.